# Arianna Garibotti
Arianna Garibotti (Genova, 9 dicembre 1989) è un'ex pallanuotista italiana.

## Palmarès

### Club
- Campionato italiano: 5

Orizzonte Catania: 2008-09, 2009-10, 2010-11, 2018-19, 2020-21
- Supercoppa LEN: 2

Orizzonte Catania: 2008-09, 2018-19
- Coppe Italia: 4

Orizzonte Catania: 2011-12, 2012-13, 2017-18, 2020-21
- FIN Cup: 1

Orizzonte Catania: 2017-18
- Coppe LEN: 1

Orizzonte Catania: 2018-19

### Nazionale
- Olimpiadi

Rio 2016: 
- World League

Cosenza 2006: 
Kunshan 2014: 
- Europei

Belgrado 2006: 
Belgrado 2016: 
- Mondiali

Kazan' 2015: 
- Argento nella Campionati europei giovani di pallanuoto 2009

Italia: Napoli 2009
- Oro ai campionati europei giovani

Italia: Gyor 2008
- Argento nella Campionati europei giovani di pallanuoto 2007

Italia: Chania 2007
- Quarto posto ai Campionati europei giovani di pallanuoto 2006

Italia: Kirishi 2007